# Нова Весь (гміна Поддембіце)
Нова Весь (пол. Nowa Wieś) — село в Польщі, у гміні Поддембиці Поддембицького повіту Лодзинського воєводства.
Населення — 209 осіб (2011).
У 1975-1998 роках село належало до Серадзького воєводства.

## Демографія
Демографічна структура станом на 31 березня 2011 року:
|          | Загалом | Допрацездатний вік | Працездатний вік | Постпрацездатний вік |
| -------- | ------- | ------------------ | ---------------- | -------------------- |
| Чоловіки | 100     | 22                 | 71               | 7                    |
| Жінки    | 109     | 28                 | 64               | 17                   |
| Разом    | 209     | 50                 | 135              | 24                   |